# ÆON
 For alternative betydninger, se Æon. (Se også artikler, som begynder med Æon)
ÆON Co., Ltd. (イオン株式会社 Ion Kabushiki-gaisha, TYO: 8267), almindeligvis skrevet AEON Co., Ltd., er et holdingselskab for en række datterselskaber, der benytter navnet ÆON. Det har hovedsæde i Chiba en forstad til Tokyo.
Koncernen driver AEON Retail-butikker (tidligere kendt som JUSCO-supermarkeder) direkte i Japan. Imens AEON CO. (M) BHD driver alle AEON Retail-butikker direkte i Malaysia.
Æon er den næst største detailhandelsvirksomhed i Japan. Koncernens detailhandelsnetværk består af 129 konsoliderede datterselskaber og 26 associerede selskaber indenfor convenience stores "Ministop", supermarkeder, indkøbscentre, specialbutikker inklusive Talbots.

## Historie
Koncernen er oprindeligt grundlagt i 1758 af grundlæggeren Okada Sozaemon (岡田惣左衛門).Den nuværende virksomhed er etableret i september 1926. I 1970 skabte tre virksomheder (Futagi, Okadaya, and Shiro) JUSCO Co., Ltd. Medarbejdere besluttede ved afstemning at virksomheden skulle hedde "Japan United Stores Company." 21. august 2001 blev virksomheden til ÆON Co., Ltd. 21. august 2008 ændres virksomhedsstrukturen således at ÆON Co., Ltd. blev til et holdingselskab, mens ÆON Retail Co., Ltd. overtog ÆON Co., Ltd. detailhandelsoperationer.
1. marts 2011 blev alle JUSCO og SATY-butikker under AEON-paraplyen og deres navne blev ændret til Aeon, mens alle JUSCO-butikker og indkøbscentre i Malaysia skiftede navn til Æon i marts 2012. Til trods for dette drives stadig JUSCO-butikker i Kina og nogle andre lande.
November 2012 overtog AEON Carrefour Malaysias aktiviteter til en værdi af 250 mio. €. Alle nuværende Carrefour hypermarkeder og supermarkeder i Malaysia skifter navn til "AEON Big".

## Datterselskaber
AEON Retail Co., Ltd.
AEON Hokkaido Corporation
Sunday Co., Ltd.
AEON Kyushu Co., Ltd.
Maxvalu Chubu Co., Ltd.
Maxvalu Nishinihon Co., Ltd.
Maxvalu Tohoku Co., Ltd.
Maxvalu Tokai Co., Ltd.
Maxvalu Hokkaido Co., Ltd.
Ministop Co., Ltd.